# Торпедо (стадион, Жодино)
Стадион Торпедо е мултифинкционален стадион в град Жодино, Беларус. Стадионът се изплозва главно за футбол и на него играе Торпедо (Жодино). Той е отворен през 1969 г. и има 6 524 капацитет.